# 卢瓦尔河畔新堡
卢瓦尔河畔新堡（法語：Châteauneuf-sur-Loire，法語發音：[ʃatonœf syʁ lwaʁ]），法国中北部城市，中央-卢瓦尔河谷大区卢瓦雷省的一个市镇，隶属于奥尔良区，其市镇面积为40.01平方公里，2022年1月1日时人口数量为8,470人，在法国城市中排名第1,277位。
卢瓦尔河畔新堡位于卢瓦雷省中南部，卢瓦尔河右岸，奥尔良和日安之间，因同名城堡而闻名，是一个区域性的中心城市，多条公路在此交汇。法国橄榄球运动员奥古斯特·吉鲁出生于卢瓦尔河畔新堡。

## 地名来源
根据当地官方网站的论述，“新堡”一名来源于拉丁语单词“Castrum Novum”，意为“新的城堡”，可能与当地历史上新建的城堡有关。

## 历史

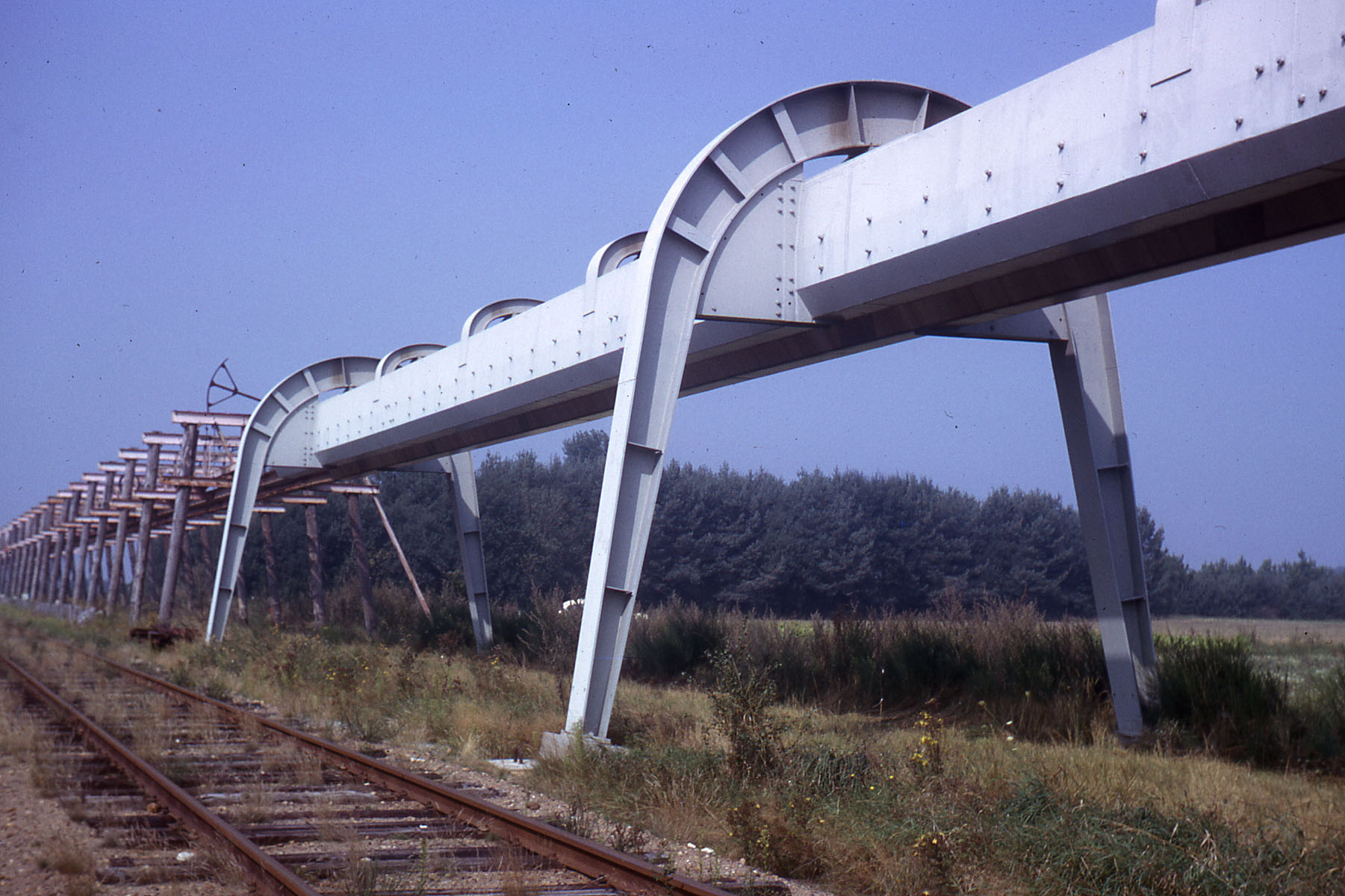
悬浮列车试验轨道

新堡始建于公元11世纪，彼时，当地的种植园领主在原有庄园的基础上新建了一处城堡，“新堡”一名即由此而来。12世纪后，卢瓦尔河畔新堡及附近区域被法兰西王室继承，其城堡于1301年在建筑师纪尧姆·雷布雷希安（Guillaume Rébréchien）的设计下得到扩张，其附近亦逐渐形成聚落。中世纪末期，法兰西王国的政治中心逐渐向北移至塞纳河流域，卢瓦尔河畔新堡失去了皇室城堡的地位，疏于修缮而逐渐废弃。17世纪时，奥尔良领主决定重建城堡，并在城堡周边开辟了花园。法国大革命结束后，卢瓦尔河畔新堡成为卢瓦雷省的一个市镇，原有的城堡则改为市政厅。19世纪初，得益于卢瓦尔河航道的开辟，卢瓦尔河畔新堡成为了重要的商贸港口，当地有近两百名居民从事与航运相关的工作。工业革命期间，连接奥尔良和日安之间的铁路线由此通过，当地兴建了横跨卢瓦尔河的公路桥以及市中心的集市大堂。第二次世界大战期间，卢瓦尔河畔新堡曾作为一个难民转送点，当地的部分建筑曾遭到破坏，战后均恢复重建。1959年，法国萨法日集团曾在卢瓦尔河畔新堡境内修建了一段长约1.3公里的悬浮列车试验轨道，后因技术原因而放弃。

## 地理

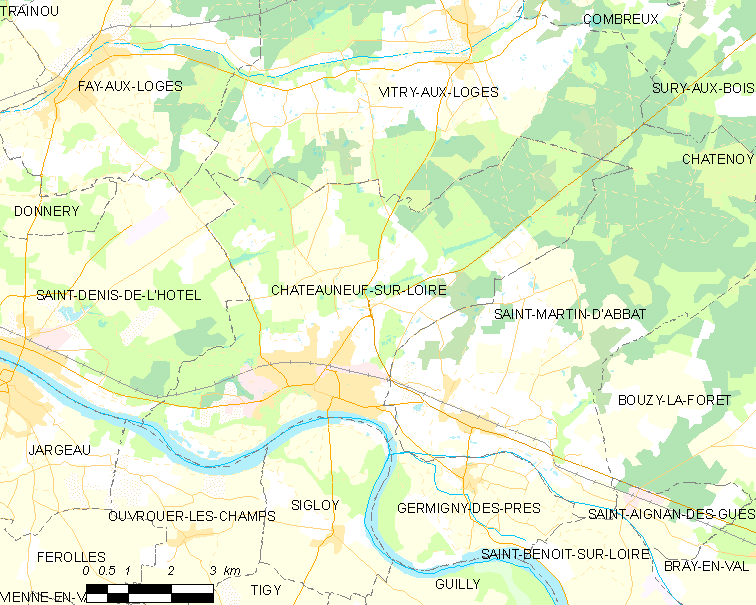
卢瓦尔河畔新堡市镇范围地图

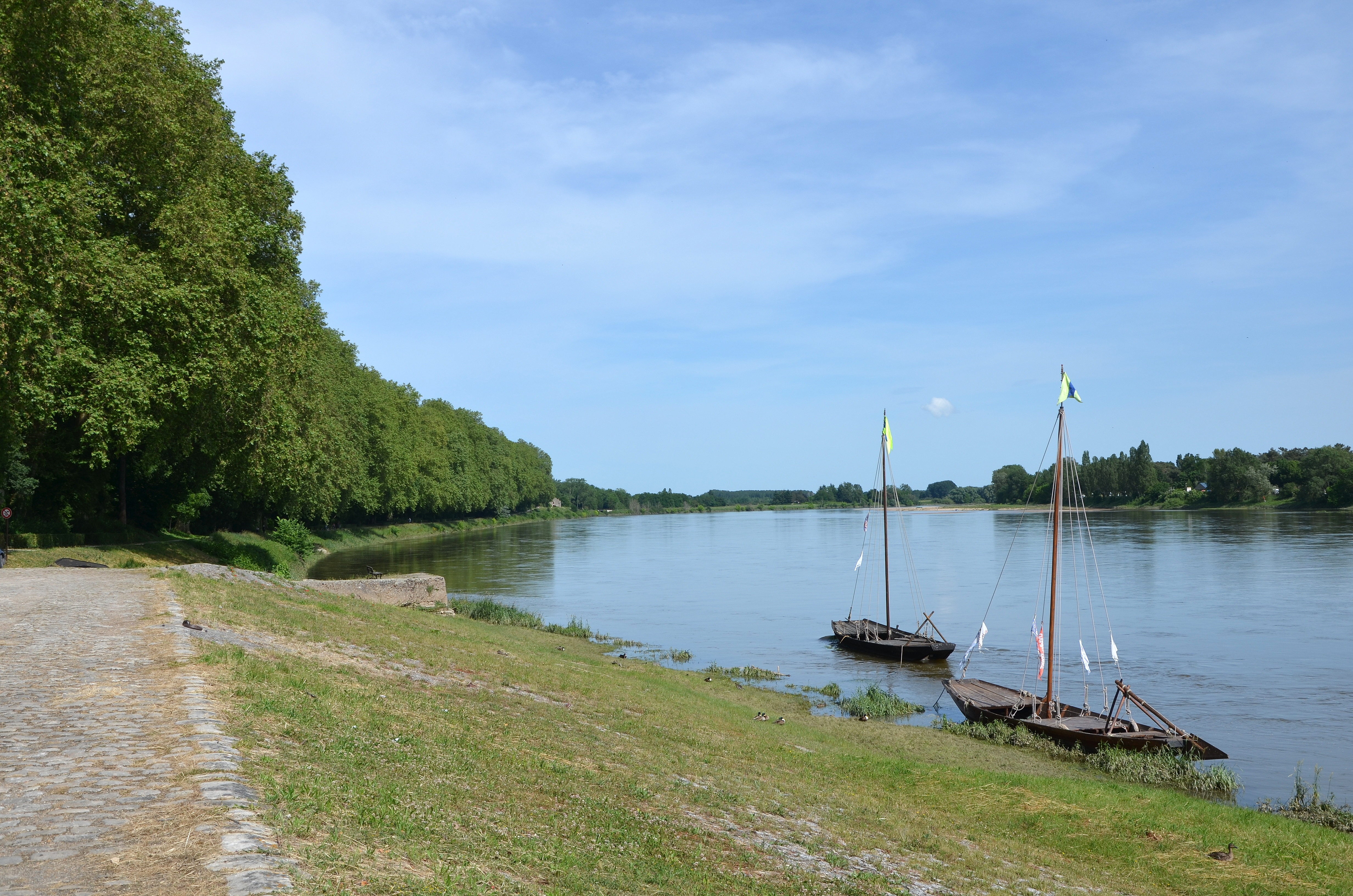
卢瓦尔河卢瓦尔河畔新堡段

卢瓦尔河畔新堡位于法国中北部，中央-卢瓦尔河谷大区东北部和卢瓦雷省中南部，距离省会奥尔良大约30公里。与卢瓦尔河畔新堡接壤的市镇包括：维特里欧洛日、热尔米尼德普雷、乌夫鲁埃尔莱尚、圣但尼德洛泰勒、圣马丹达巴、锡格卢瓦。

### 地形
卢瓦尔河畔新堡位于卢瓦尔河畔，地质学上属于巴黎盆地，境内以平原为主，市镇中心地势平坦，全境海拔在100到131米之间。

### 水文
卢瓦尔河干流自东向西流经境内南部，另有昂什溪（ruisseau de l'Anche）在此与其交汇。

### 植被
卢瓦尔河畔新堡属于温带阔叶混交林区，是奥尔良森林的覆盖范围，林地广泛分布于市区北部和西部，以及河流沿岸地区。
在鲜花城市的评比中，卢瓦尔河畔新堡被评为2星级鲜花城市。

### 气候
卢瓦尔河畔新堡在柯本气候分类法中属于温带海洋性气候。
卢瓦尔河畔新堡境内设有气象站，以下为该气象站的数据：
| 卢瓦尔河畔新堡1981年－2020年 | 卢瓦尔河畔新堡1981年－2020年 | 卢瓦尔河畔新堡1981年－2020年 | 卢瓦尔河畔新堡1981年－2020年 | 卢瓦尔河畔新堡1981年－2020年 | 卢瓦尔河畔新堡1981年－2020年 | 卢瓦尔河畔新堡1981年－2020年 | 卢瓦尔河畔新堡1981年－2020年 | 卢瓦尔河畔新堡1981年－2020年 | 卢瓦尔河畔新堡1981年－2020年 | 卢瓦尔河畔新堡1981年－2020年 | 卢瓦尔河畔新堡1981年－2020年 | 卢瓦尔河畔新堡1981年－2020年 | 卢瓦尔河畔新堡1981年－2020年 |
| 月份                         | 1月                          | 2月                          | 3月                          | 4月                          | 5月                          | 6月                          | 7月                          | 8月                          | 9月                          | 10月                         | 11月                         | 12月                         | 全年                         |
| ---------------------------- | ---------------------------- | ---------------------------- | ---------------------------- | ---------------------------- | ---------------------------- | ---------------------------- | ---------------------------- | ---------------------------- | ---------------------------- | ---------------------------- | ---------------------------- | ---------------------------- | ---------------------------- |
| 历史最高温 °C（°F）          | 20 (68)                      | 30 (86)                      | 26.5 (79.7)                  | 29.8 (85.6)                  | 32.7 (90.9)                  | 36.9 (98.4)                  | 40.3 (104.5)                 | 39.9 (103.8)                 | 33.8 (92.8)                  | 32 (90)                      | 21.8 (71.2)                  | 18.6 (65.5)                  | 40.3 (104.5)                 |
| 平均高温 °C（°F）            | 6.7 (44.1)                   | 7.9 (46.2)                   | 12.1 (53.8)                  | 15.2 (59.4)                  | 19.1 (66.4)                  | 22.6 (72.7)                  | 25.4 (77.7)                  | 25.2 (77.4)                  | 21.3 (70.3)                  | 16.4 (61.5)                  | 10.4 (50.7)                  | 7 (45)                       | 15.8 (60.4)                  |
| 日均气温 °C（°F）            | 3.9 (39.0)                   | 4.4 (39.9)                   | 7.5 (45.5)                   | 10 (50)                      | 13.9 (57.0)                  | 17 (63)                      | 19.4 (66.9)                  | 19.2 (66.6)                  | 15.9 (60.6)                  | 12.1 (53.8)                  | 7.2 (45.0)                   | 4.3 (39.7)                   | 11.2 (52.2)                  |
| 平均低温 °C（°F）            | 1.1 (34.0)                   | 0.9 (33.6)                   | 3 (37)                       | 4.8 (40.6)                   | 8.6 (47.5)                   | 11.5 (52.7)                  | 13.3 (55.9)                  | 13.2 (55.8)                  | 10.5 (50.9)                  | 7.9 (46.2)                   | 4 (39)                       | 1.7 (35.1)                   | 6.7 (44.1)                   |
| 历史最低温 °C（°F）          | −19.8 (−3.6)                 | −16.4 (2.5)                  | −12.9 (8.8)                  | −4.5 (23.9)                  | −3 (27)                      | −7.3 (18.9)                  | −10.9 (12.4)                 | 0.7 (33.3)                   | −11 (12)                     | −4.5 (23.9)                  | −15.3 (4.5)                  | −16.5 (2.3)                  | −19.8 (−3.6)                 |
| 平均降水量 mm（）            | 52.3 (2.06)                  | 44.4 (1.75)                  | 46.4 (1.83)                  | 49.4 (1.94)                  | 64.2 (2.53)                  | 44.8 (1.76)                  | 59.9 (2.36)                  | 50 (2.0)                     | 50.5 (1.99)                  | 64.4 (2.54)                  | 58 (2.3)                     | 58.2 (2.29)                  | 642.5 (25.30)                |
| 月均日照時數                 | 66.4                         | 87.3                         | 140.5                        | 176.2                        | 207                          | 216.6                        | 221.3                        | 224.6                        | 179.2                        | 121.1                        | 70.6                         | 56.6                         | 1,767.4                      |
| 来源：annuaire-mairie.fr     |                              |                              |                              |                              |                              |                              |                              |                              |                              |                              |                              |                              |                              |

## 行政区划
卢瓦尔河畔新堡是法国中央-卢瓦尔河谷大区卢瓦雷省的一个市镇，编号为45082。卢瓦尔河畔新堡隶属于奥尔良区和卢瓦雷省第六选区，管理卢瓦尔河畔新堡县，同时也是莱洛日市镇公共社区的办公驻地。
法国国家统计与经济研究所（简称）在进行数据统计时，将卢瓦尔河畔新堡单独设为卢瓦尔河畔新堡城市核心区（2020年起相邻的圣马丁达巴亦被划入），并将包括核心区在内的周边共134个市镇划为奥尔良城市区。自2020年起，卢瓦尔河畔新堡城市区被包含136个市镇的奥尔良城市辐射区代替。此外，还将卢瓦尔河畔新堡市镇整体看作一个“块区”（IRIS），以便于统计人口分布情况。

## 交通

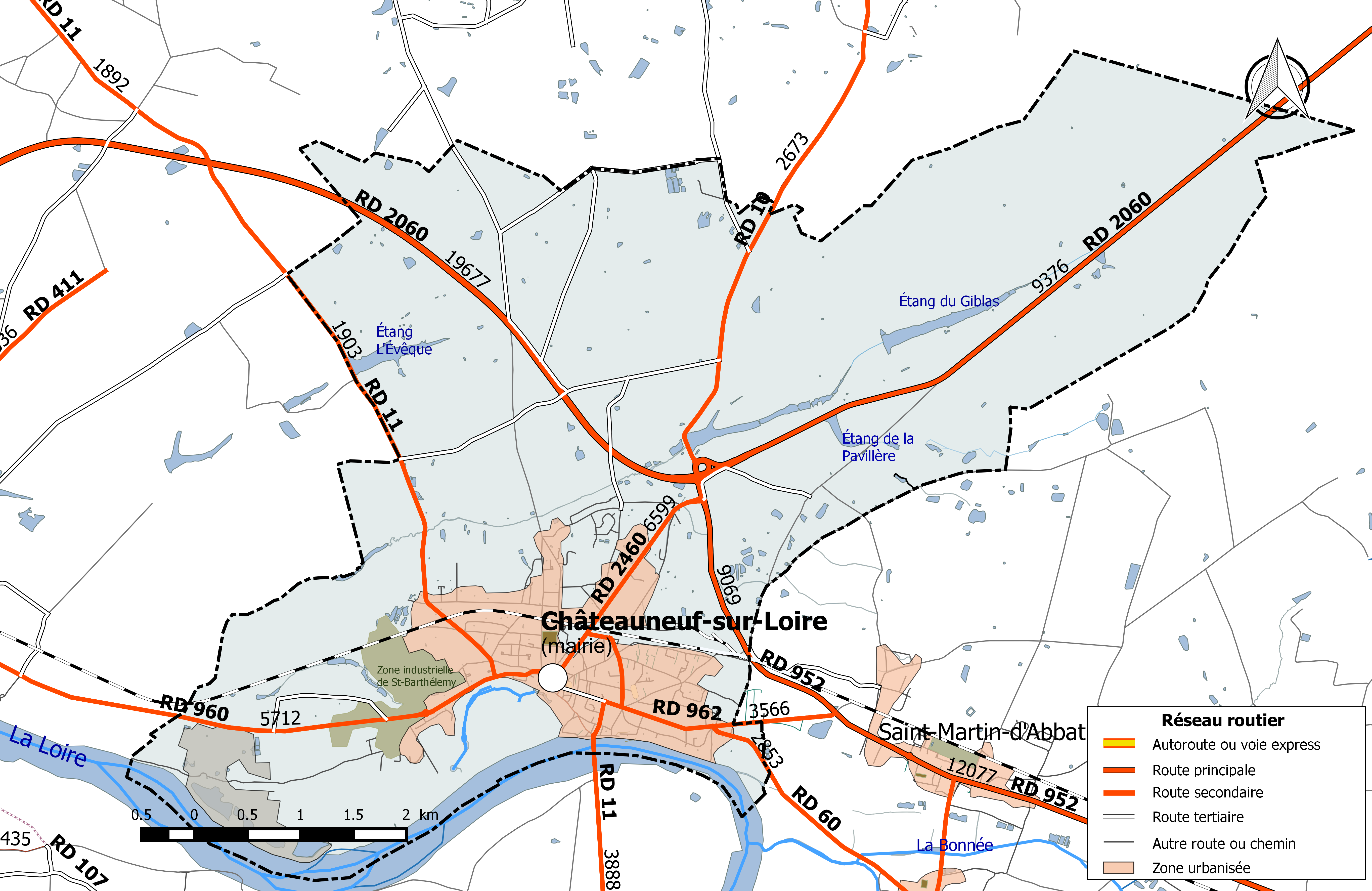
卢瓦尔河畔新堡道路网地图

### 公路
多条卢瓦雷省省道在卢瓦尔河畔新堡境内交汇，其中连接奥尔良和蒙塔日的D2060干线公路从市区北部过境。中央-卢瓦尔河谷大区下属的城际客运提供巴士线路，可前往奥尔良、日安、蒙塔日三地，以及沿途的部分市镇。
2018年，77.9%的卢瓦尔河畔新堡家庭拥有至少一辆私人汽车。2019年，卢瓦尔河畔新堡境内共发生各类交通事故7起，造成1人遇难，10人受伤。

### 铁路
卢瓦尔河畔新堡位于奥尔良－日安铁路上，该铁路已于1939年停止客运服务，卢瓦尔河畔新堡以东的路段则已完全废弃。距离卢瓦尔河畔新堡最近的运营中的客运铁路车站为30公里外的莱索布赖站，该站停靠往返于巴黎和奥尔良之间的区域列车，另有长途列车可前往图卢兹、图尔、布尔日等地。

### 航空
距离卢瓦尔河畔新堡最近的民用航空站为巴黎-奥利机场，距离卢瓦尔河畔新堡市中心的公路里程约120公里。

### 城市公共交通
截至2021年12月，卢瓦尔河畔新堡暂无常规城市公共交通系统。当地市政府为其居民提供定制巴士线路服务，其站点区域覆盖了卢瓦尔河畔新堡市区内的主要街道和居民区。

## 政治

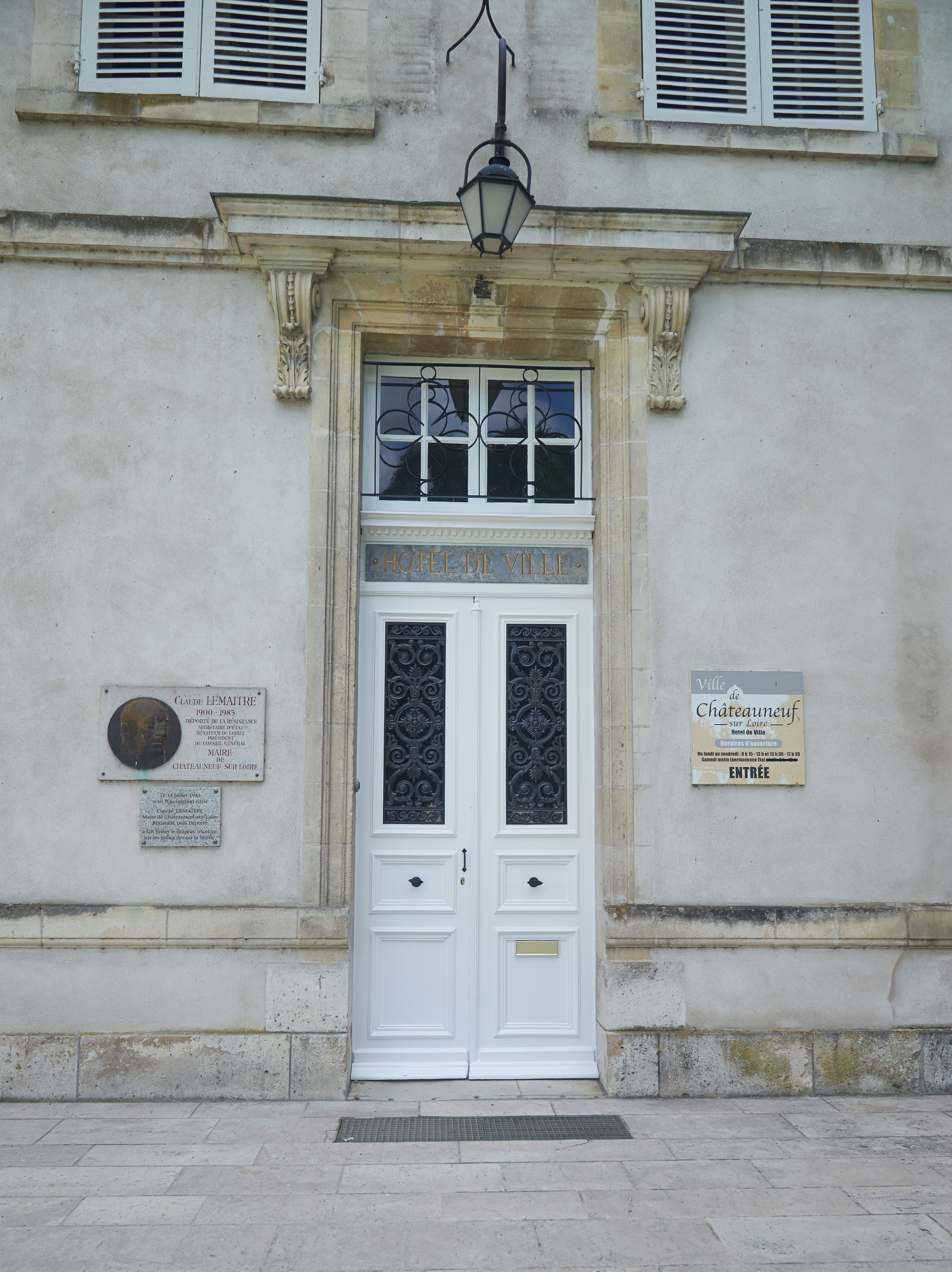
卢瓦尔河畔新堡市政厅办公室

卢瓦尔河畔新堡的现任市长为弗洛朗丝·加尔赞女士（Florence Galzin），她是一名右翼无党派人士的一名成员，在2020年的市政选举中获得了77.71%的支持率。
在2017年的法国总统大选中，法国第25任总统埃马纽埃尔·马克龙在卢瓦尔河畔新堡获得了61.93%的支持率。
| 卢瓦尔河畔新堡历届市长 |                                             |                                  |
| 任期                   | 市长                                        | 党派                             |
| 1945年－1971年         | Claude Lemaître-Basset 克洛德·勒迈特尔-巴塞 | DVG左翼无党派人士                |
| 1971年－1977年         | Marcel Thuliez 马塞尔·蒂利耶兹              | Centriste中间派                  |
| 1977年－1983年         | Pierre Fontenoy 皮埃尔·丰特努瓦             | UDF法国民主联盟 →CDS社会民主中心 |
| 1983年－1989年         | Albert Marcenet 阿尔贝·马尔瑟内             | RPR保衛共和聯盟                  |
| 1989年－1992年         | Monique Gitton 莫尼克·吉通                  | RPR保衛共和聯盟                  |
| 1992年－2008年         | Christian Fossier 克里斯蒂安·福西埃         | RPR保衛共和聯盟 →UDF法国民主联盟 |
| 2008年－2014年         | Loïs Lamoine 洛伊斯·拉穆瓦纳                | DVG左翼无党派人士                |
| 2014年－               | Florence Galzin 弗洛朗丝·加尔赞             | DVD右翼无党派人士                |

## 人口
2018年，卢瓦尔河畔新堡市镇人口数量为8,176，在法国排名第1,277位。其中男性3,905人，女性4,271人，75岁及以上人口占9.3%，外籍人口数量为1,356人，人口密度为204人/平方公里，当地居民被称为（男性）或（女性）。2019年，卢瓦尔河畔新堡境内出生117人，死亡人口87人。
| 年份   | 1936  | 1946  | 1954  | 1962  | 1968  | 1975  | 1982  | 1990  | 1999  | 2006  | 2007  | 2008  | 2013  | 2018  |
| ------ | ----- | ----- | ----- | ----- | ----- | ----- | ----- | ----- | ----- | ----- | ----- | ----- | ----- | ----- |
| 人口數 | 3,069 | 3,258 | 3,710 | 4,350 | 4,850 | 5,528 | 5,998 | 6,558 | 7,032 | 7,708 | 7,801 | 7,893 | 7,906 | 8,176 |

## 经济
卢瓦尔河畔新堡是一个区域性的中心城市。截止2021年12月，卢瓦尔河畔新堡市镇范围内共有各类用人单位（包含自雇）988家，平均历史为16年，其中96.35%为中小型企业（PME）。（金属构件生产）、（冷藏品销售）及（食品销售）是当地2020年营业额最高的三个企业，分别为126,707,525欧元、110,414,913欧元和108,062,830欧元。

## 财政与居民收入
2020年，卢瓦尔河畔新堡的财政收入总额为8,489,480欧元，财政支出总额为7,072,750欧元，当年的债务总额为4,098,210欧元。2021年，卢瓦尔河畔新堡共获得1,041,756欧元的国家财政补助，比上一年增加了1.05%。
2019年，卢瓦尔河畔新堡的人均月收入总额为2,320欧元，其中高级职员为4,000欧元，低于法国平均水平（4,230欧元）；中级职员为2,455欧元，高于法国平均水平（2,411欧元）；普通职员为1,715欧元，低于法国平均水平（1,740欧元）。
2018年，卢瓦尔河畔新堡境内的青壮年（15至64岁）失业率为11.7%，当地51.3%的家庭拥有纳税资格，平均纳税2,831欧元，低于法国平均水平（3,910欧元）。

## 社会事务

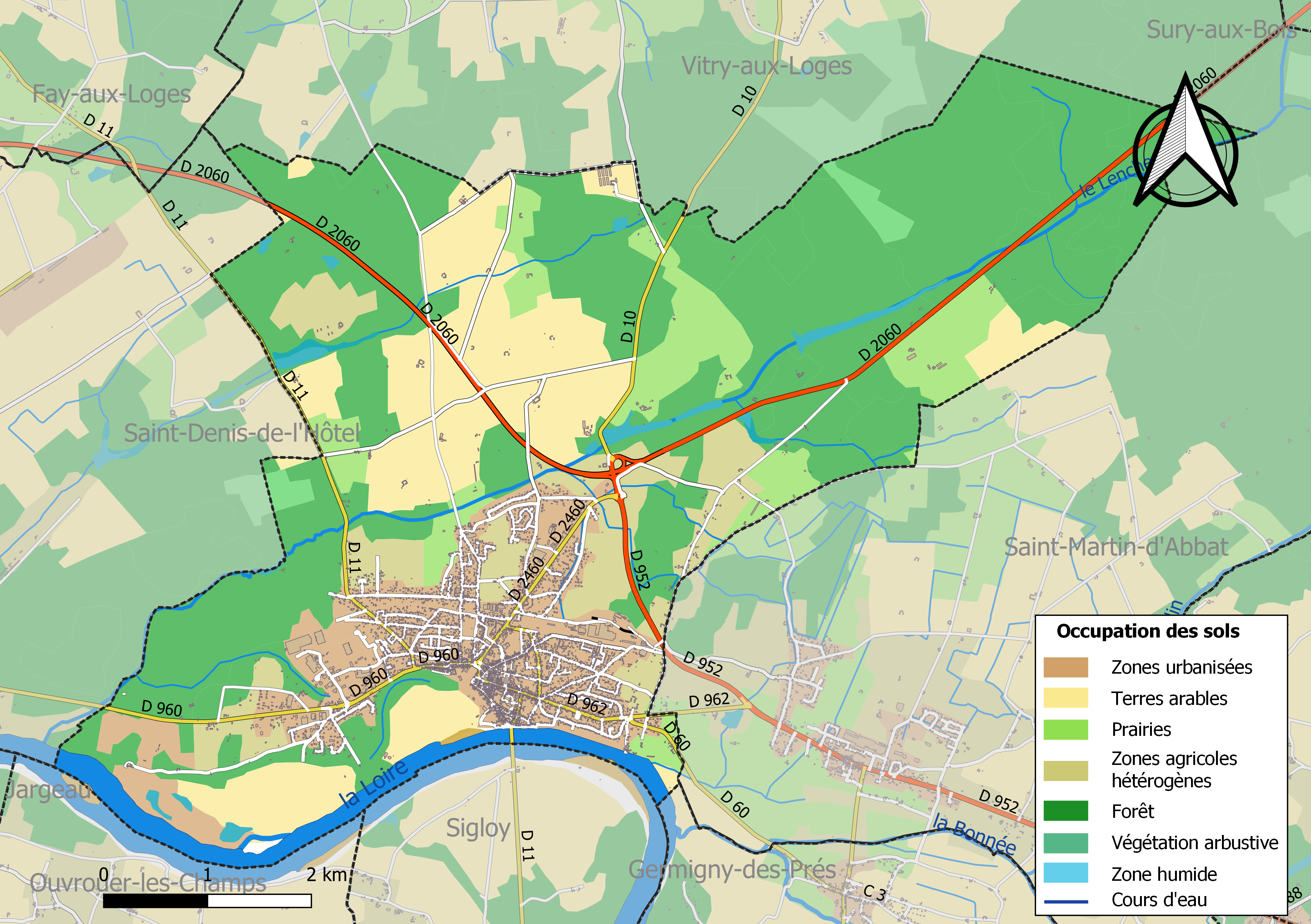
卢瓦尔河畔新堡土地利用情况地图

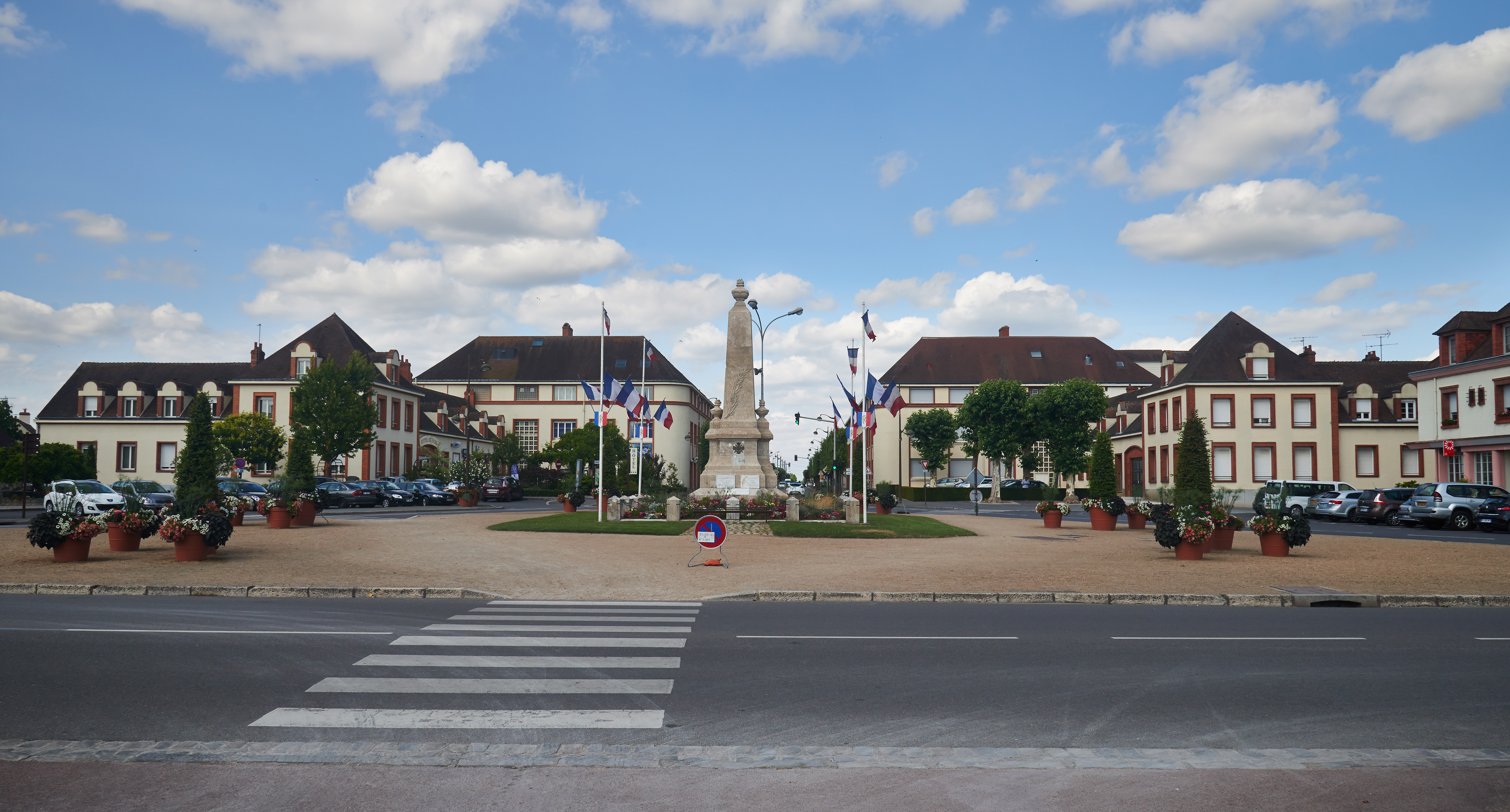
卢瓦尔河畔新堡镇中心

### 教育
卢瓦尔河畔新堡属于奥尔良-图尔学区。截止2020年1月1日，卢瓦尔河畔新堡境内共有2所幼儿园、3所小学和1所初级中学。2018至2019学年度，卢瓦尔河畔新堡境内共有在校中等教育阶段学生584名。

### 医疗
截止2020年1月1日，卢瓦尔河畔新堡境内共有全科医生6名、保健师10名、牙医7名和护士6名。境内共有药房3家、养老院1家、残疾人帮扶中心1家。
距离卢瓦尔河畔新堡最近的区域性医疗机构为卢瓦尔河畔叙利中心医院（Centre Hospitalier de Châteauneuf-sur-Loire），其主病区位于卢瓦尔河畔叙利，距离卢瓦尔河畔新堡市区的正常车程在25分钟以内，该院设有床位207个，是当地规模最大的公立综合性医院。

### 住房
2018年，卢瓦尔河畔新堡境内共有各类住房4,205套，其中77.2%为独立式居民区，22.3%为集中式居民区。常住房屋占卢瓦尔河畔新堡市镇范围内居民建筑总量的87.1%。
在住房保障政策方面，2020年，卢瓦尔河畔新堡境内共有595户家庭获得了住房经济补助，受益人数占总人口数量的7.3%，其中545份为房租补助。

### 商业
2019年，卢瓦尔河畔新堡境内共有各类实体商铺210家，其中餐厅17家、大型超市4家、杂货店3家、面包房6家、肉铺3家、书店2家、银行门店10家、美容美发店10家、汽车维修店15家。市区北部建有一家Super U超市，市区西部则建有开放式商业街区。

### 体育
2020年，卢瓦尔河畔新堡境内共有1家游泳池、1间体育馆、5处网球场、4处足球或橄榄球场以及1处篮球或排球场。
截至2021年12月，卢瓦尔河畔新堡体育联盟（US Châteauneuf-sur-Loire）是当地唯一的注册足球队，该俱乐部成立于1922年，2021至2022赛季参加法国全国丙组联赛（法戊），其主场金野兔体育中心（Complexe Sportif du Lièvre d'Or）位于镇中心。

### 环境
卢瓦尔河畔新堡的环境事务由其所属的公共社区负责。2019年，卢瓦尔河畔新堡境内共有3家污染企业。

### 治安
2019年，卢瓦尔河畔新堡市镇范围内有1处宪兵队。
卢瓦尔河畔新堡所在地是奥尔良宪兵总队的管辖范围。2020年，该宪兵总队辖区内共82个市镇累计发生各类案件4,361起，其中盗窃类案件2,043起，经济类案件790起，毒品交易类案件169起。

## 文化
2020年，卢瓦尔河畔新堡境内共有1家博物馆。卢瓦尔河畔新堡市政府提供多媒体中心，向公众全年开放。

### 建筑
卢瓦尔河畔新堡境内有多处法国国家文物保护单位，其中卢瓦尔河畔新堡城堡、圣马夏尔教堂等为当地的地标性建筑物。

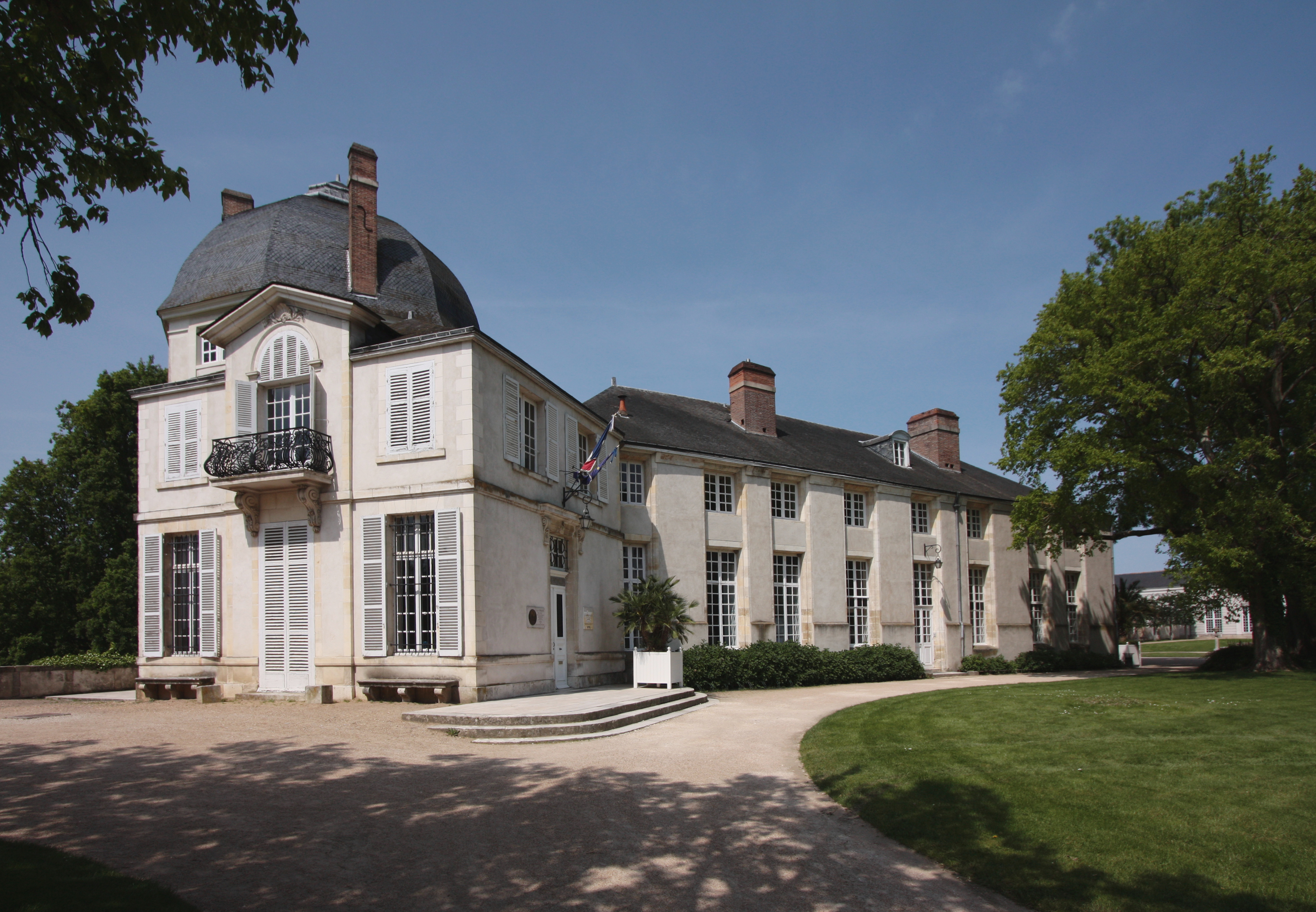
卢瓦尔河畔新堡城堡
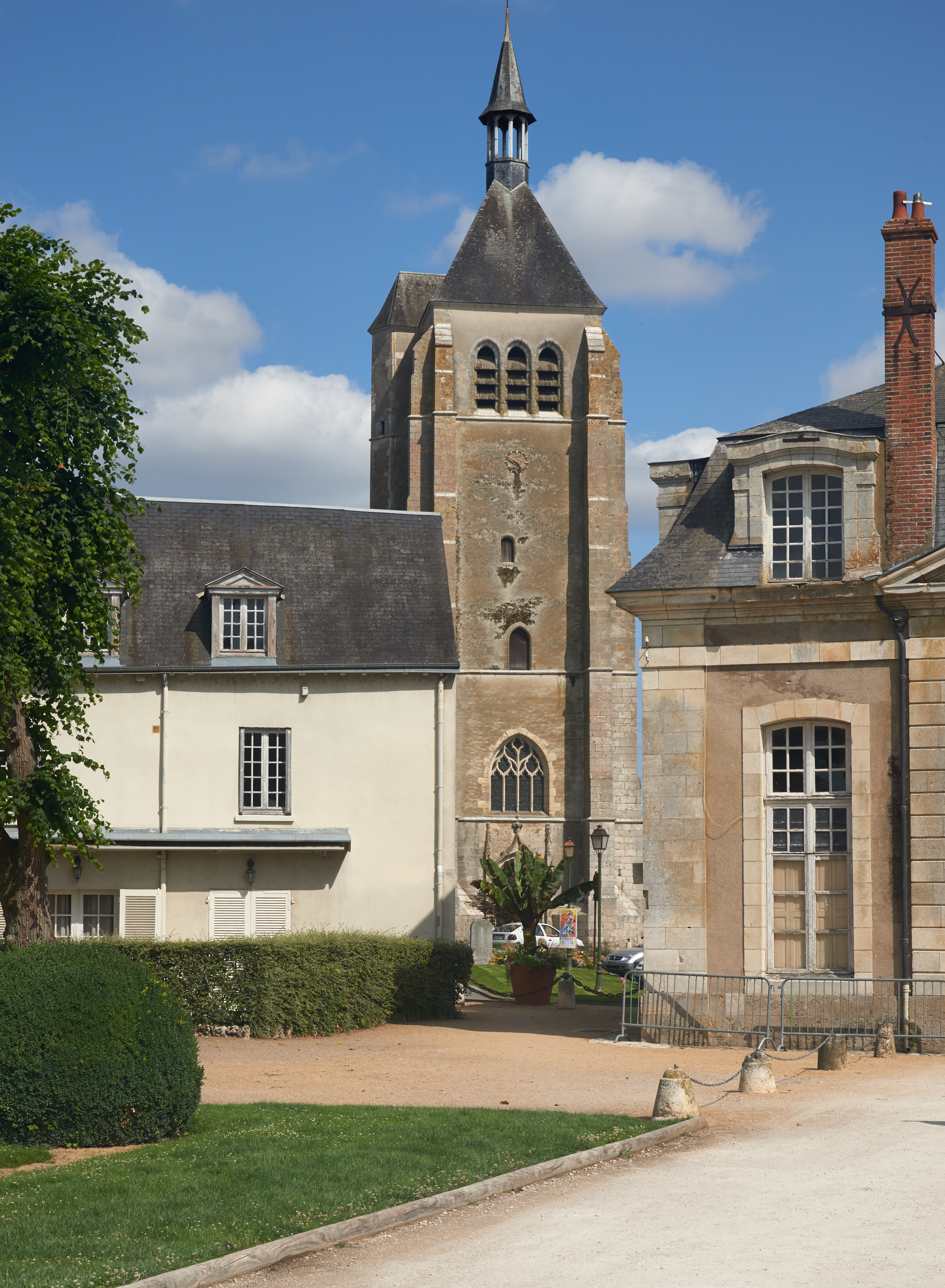
圣马夏尔教堂（法语：Église Saint-Martial de Châteauneuf-sur-Loire）
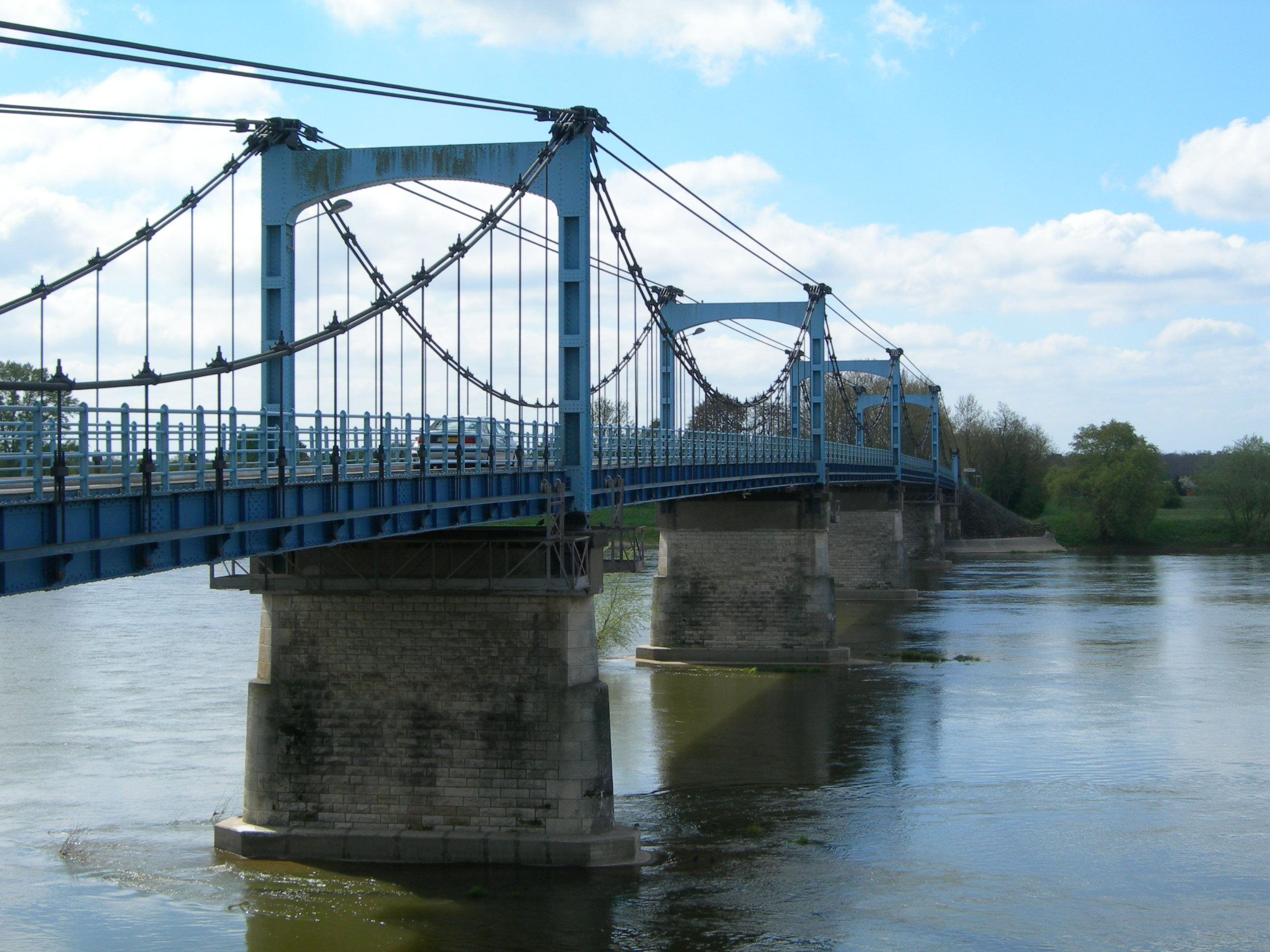
卢瓦尔河畔新堡大桥（法语：Pont de Châteauneuf-sur-Loire）
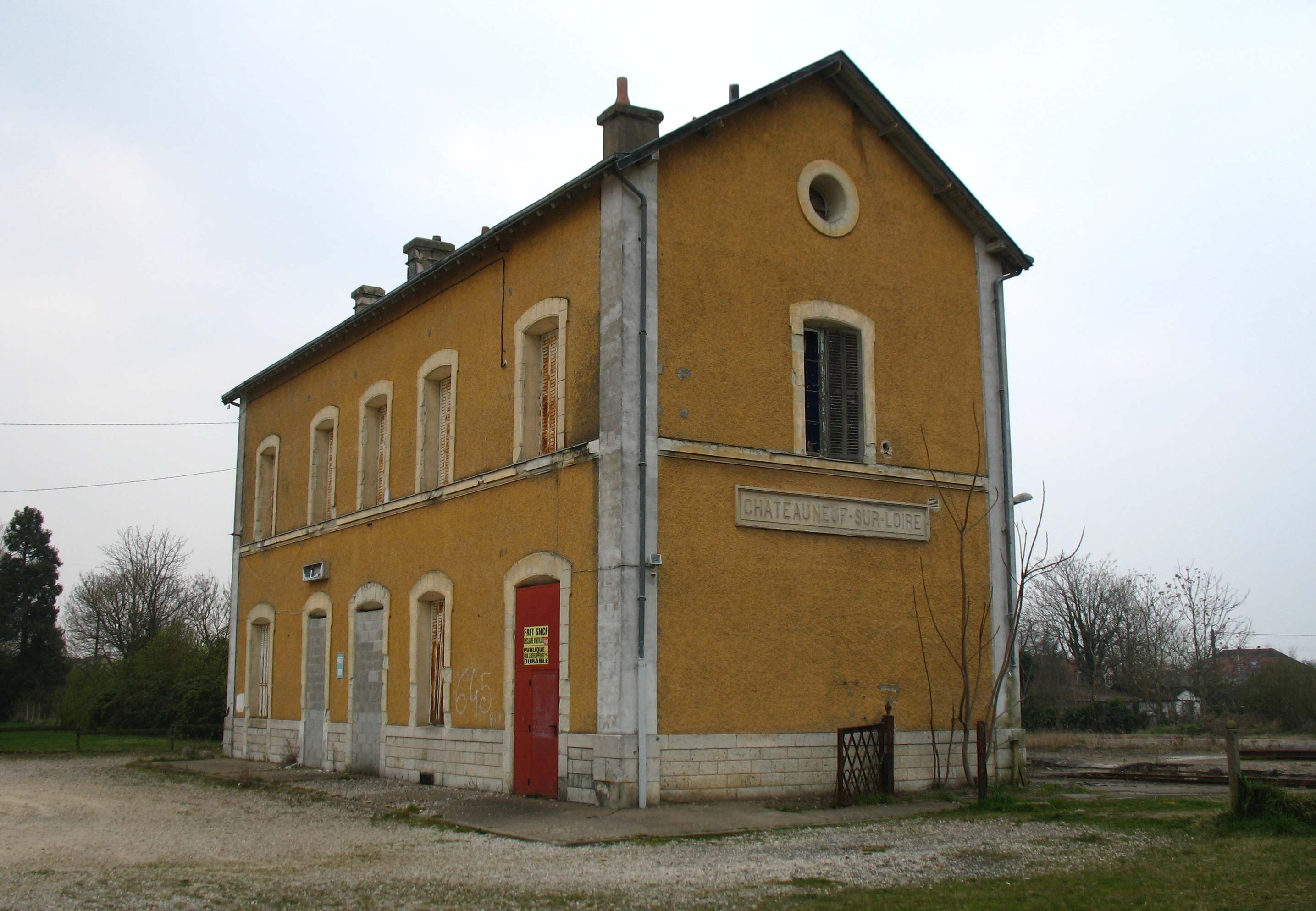
火车站旧址
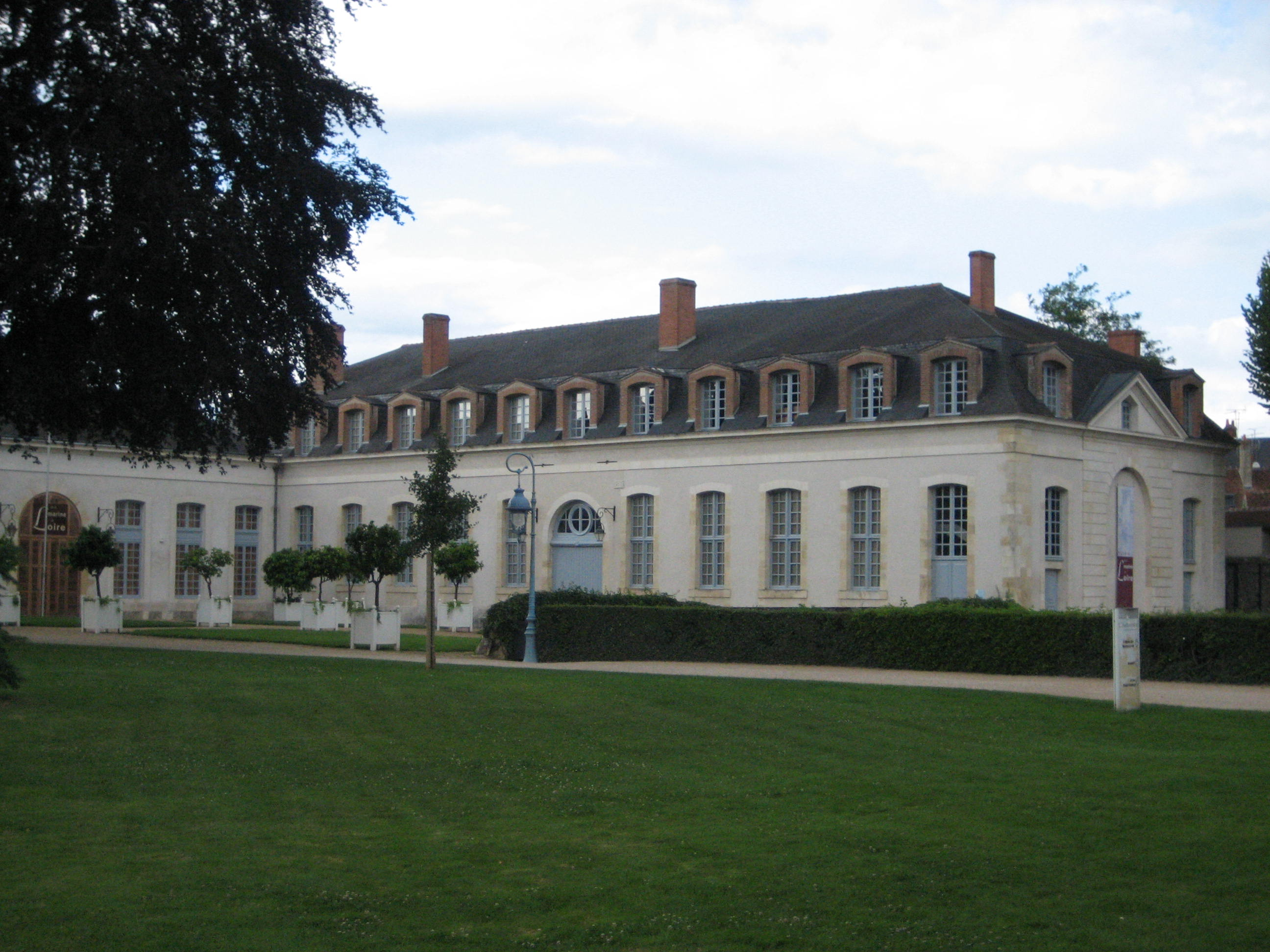
航运博物馆
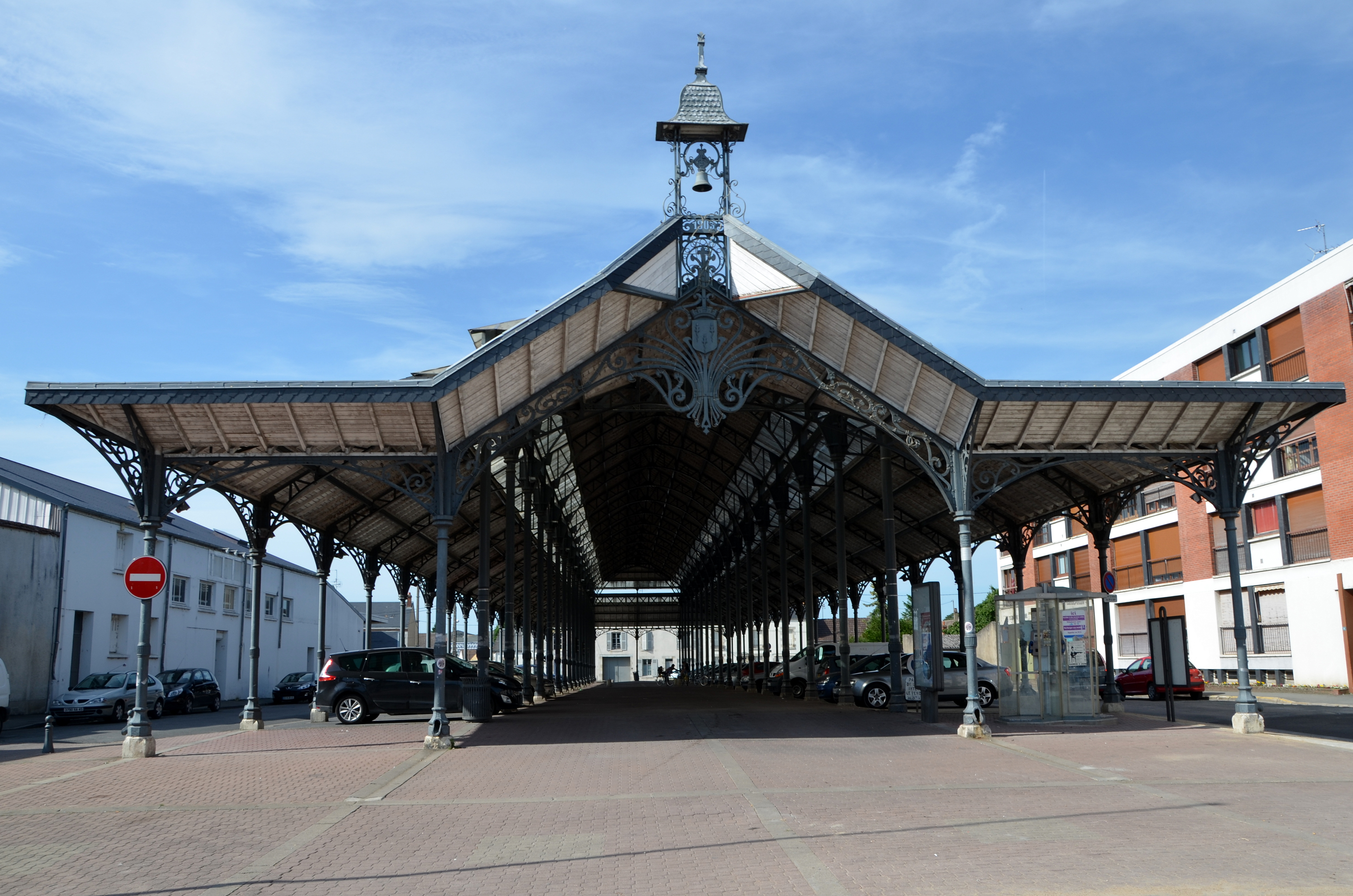
集市大堂

### 旅游
卢瓦尔河畔新堡的旅游事务由其所属的公共社区负责。2021年，卢瓦尔河畔新堡境内共有2家酒店共计33间房间。

### 媒体
法国主要的媒体均可在卢瓦尔河畔新堡接收，法国电视三台下属的中央-卢瓦尔河谷大区频道在部分时段播出卢瓦尔河畔新堡所属区域的地方新闻。当地的主要地方性媒体包括《中央共和报》、《加蒂奈光明者报》、蓝色法兰西奥尔良广播等。

## 相关人物
法国诗人雅克·瓦莱·代巴罗、工程师乔治·安博和橄榄球运动员奥古斯特·吉鲁出生于卢瓦尔河畔新堡。

## 友好城市
截至2021年12月，卢瓦尔河畔新堡共与两座城市互为友好城市关系：
- 德国 巴特拉斯弗
- 葡萄牙 阿马兰蒂